# Friedrichsbad Essen

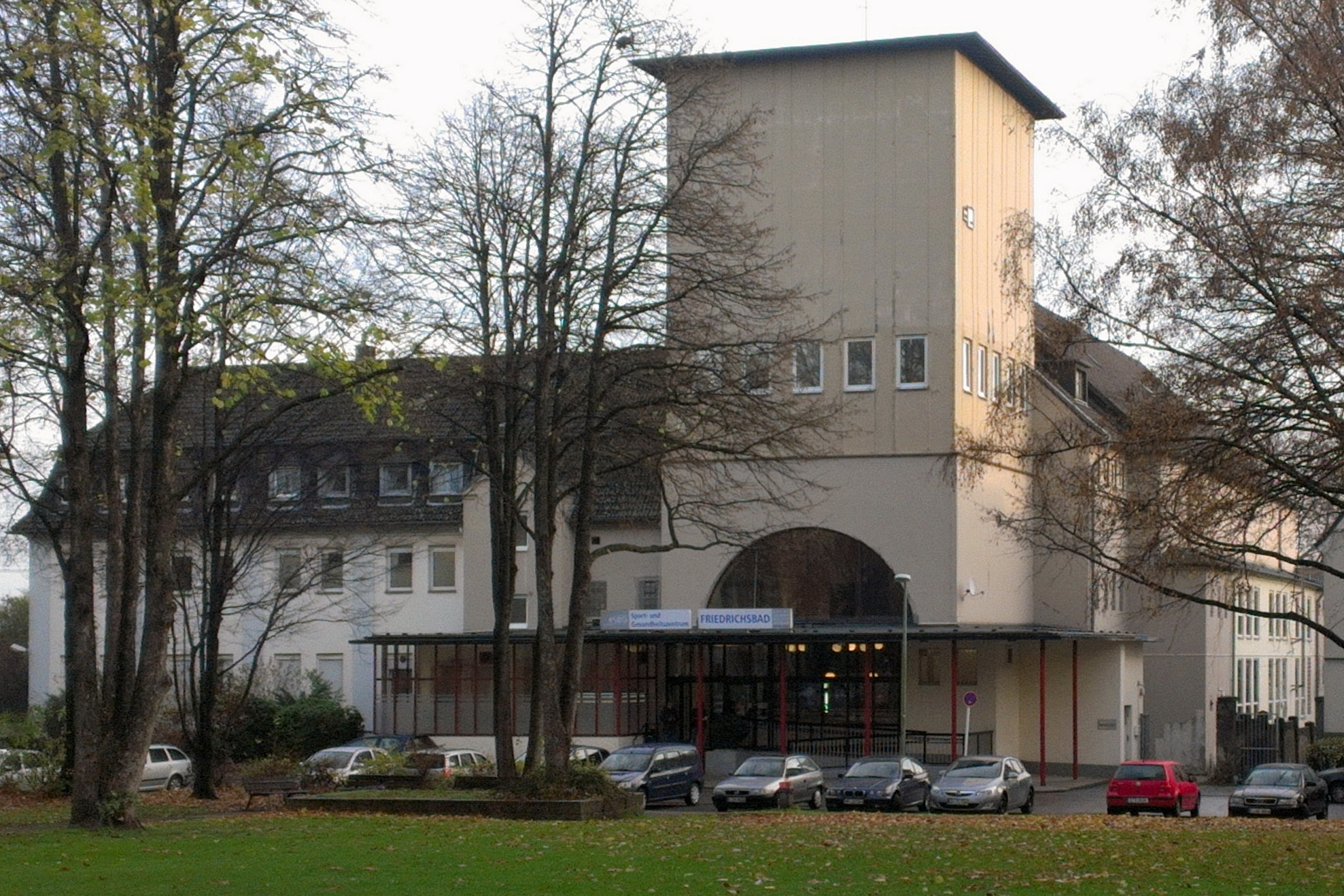
Das Friedrichsbad in Essen-Frohnhausen

Das nach dem Industriellen Friedrich Alfred Krupp benannte Friedrichsbad ist das älteste noch in Betrieb befindliche Schwimmbad der Stadt Essen. Nur an der Stelle des 2015 geschlossenen Hauptbades an der Steeler Straße gab es schon zuvor eine Schwimmstätte. 

## Geschichte

### Die Anfänge
Das von der Unternehmerin und Stiftungsgründerin Margarethe Krupp gestiftete Friedrichsbad wurde in zwei Jahren Bauzeit an der Kerkhoffstraße im Stadtteil Frohnhausen errichtet und am 1. Juli 1912 der Stadt und damit der Öffentlichkeit übergeben. Als Badeanstalt diente es in erster Linie der allgemeinen Hygiene der Anwohner, da zu dieser Zeit ein Badezimmer in der Wohnung selten war. Um möglichst vielen Menschen eine Badegelegenheit bieten zu können, war die Zeit für ein Wannenbad auf zwanzig Minuten beschränkt. Später bekam das Bad zunehmend für den Schwimmsport Bedeutung. Damit erhielt der 1908 in einem Lokal namens Frohnhauser Ende gegründete Schwimm-Club Essen West 1908, der heutige SC Aegir Essen 1908 e. V., neue Möglichkeiten für Schwimmstunden. Am 29. März 1914 wurde hier der erste größere Wettkampf ausgetragen, zu dem die Familie Krupp einen Silberpokal als Ehren-Wanderpreis stiftete, der bis 1937 die besten deutschen Schwimmer innerhalb des Deutschen Schwimm-Verbandes auszeichnete.

### Nach dem Ersten Weltkrieg
Im Ersten Weltkrieg musste das Bad 1915 geschlossen werden, da ein Großteil der Vereinsmitglieder eingezogen worden war. 1919 konnte das Bad wieder genutzt werden. Zu Ehren mehrerer gefallener Mitglieder wurde am 17. September 1922 feierlich eine Gedenktafel in der Empfangshalle des Friedrichsbades enthüllt. Aufgrund von hoher Erwerbslosigkeit im Stadtteil und der schwierigen politischen Lage in den 1930er Jahren konnte erst 1937, aus Anlass des 25-jährigen Bestehens, wieder ein großes Schwimmfest veranstaltet werden.

### Nach dem Zweiten Weltkrieg
Nach dem Zweiten Weltkrieg wurde das durch drei Bombentreffer schwer beschädigte Bad verändert wiederaufgebaut. Dabei wurde das ursprünglich nur 23,48 Meter lange Becken auf wettkampffähige 25 Meter mit vier Bahnen ausgebaut. Die Wiedereröffnung fand am 23. Juli 1949 unter Führung des SC Aegir Essen 1908 e. V. statt.
1969 ließ die Stadt Essen innerhalb von zwei Jahren das Bad modernisieren. Als Folge besser ausgestatteter Wohnungen im Umfeld wurden in den Jahren 1982/1983 der Wannenbad- und Duschtrakt sowie das Heilbad geschlossen.

## Schwimmbad heute
Nach Umbau 1985 durch den Stadtsportbund steht neben dem Becken ein etwa 1000 Quadratmeter großer Trainingsbereich inklusive drei Gymnastikhallen, Fitnessstudio und Sauna zur Verfügung. Es werden derzeit rund 200 Kurse angeboten, die von rund 2000 Bürgern genutzt werden. Dabei reicht das Angebot von Baby-Schwimmkursen und Babyturnen über Schulsport bis zu präventiven Gesundheitsmaßnahmen. Die regulären Öffnungszeiten für Öffentlichkeitsschwimmen sind wegen der Kurse begrenzt.
Das Bad gehört den Sport- und Bäderbetrieben der Stadt Essen. Anfang der 1980er Jahre wurde durch die Stadt Essen beschlossen, die städtischen Zuschüsse für das Bad zu beenden. Daraufhin entwickelte der Essener Sportbund e. V. ein Konzept, das Bad in ein Sport- und Gesundheitszentrum umzubauen und es in eigener Regie zu betreiben. Damit war der Sportbund Bauherr der Umbaumaßnahmen. Seit 1985 ist das Friedrichsbad an den Essener Sportbund e. V. verpachtet, der im Rahmen einer Betriebsführungs-GmbH für den ordentlichen Betriebsablauf verantwortlich ist. Am 19. September 1987 eröffnete das Sport- und Gesundheitszentrum SGZ Friedrichsbad. Zu den laufenden Betriebskosten gewährt die Stadt heute einen kommunalen Zuschuss.